# Asiago
Asiago (zimbriska: Schleghe, tyska: Schlägen) är en kommun och en liten ort i provinsen Vicenza i regionen Veneto i nordöstra Italien. Kommunen hade 6 453 invånare (2018).
Asiago är en skidort, och ofta anordnas här internationella tävlingar i längdskidåkning.
Staden var tidigare känd för tillverkning av halmhattar, tobaksodling och kreaturshandel. Den spelade en viktig roll under första världskriget.